# Schloss Naabeck

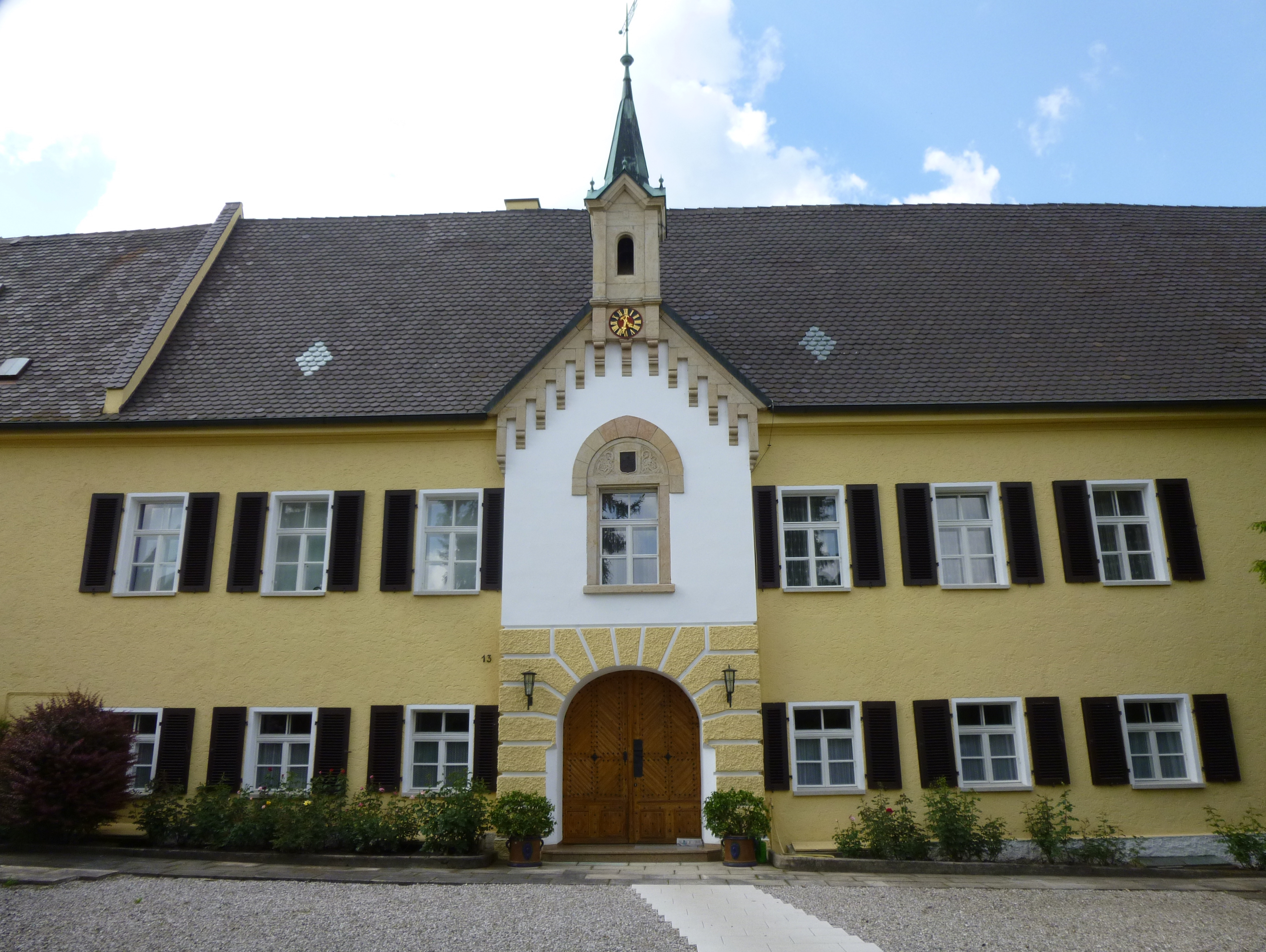
Schloss Naabeck, 2014

Das denkmalgeschützte Schloss Naabeck befindet sich in dem gleichnamigen Gemeindeteil der oberpfälzischen Stadt Schwandorf im Landkreis Schwandorf von Bayern (Naabecker Straße 13). Das ehemalige Hofmarkschloss wird jetzt als Brauerei genutzt. Es ist unter der Aktennummer D-3-76-161-54 als Baudenkmal verzeichnet. „Archäologische Befunde und Funde im Bereich von Schloss Naabeck, darunter die Spuren von Vorgängerbauten bzw. älteren Bauphasen und der abgegangenen ehem. Schlosskapelle St. Michael“ werden zudem als Bodendenkmal unter der Aktennummer D-3-6738-0151 geführt.

## Geschichte
Naabeck wird erstmals 1112 erwähnt, damals wird in einer Urkunde Ulrich der Naabecker als Zeuge bei einer Schenkung für das Bistum Passau erwähnt. Man kann annehmen, dass der Vorläuferbau des jetzigen Schlosses von den Herren von Naabeck errichtet worden ist. Die spätere Hofmark Naabeck gehörte zum Landgericht Burglengenfeld.
1218 und 1236 wird ein Volkmar von Nabeck erwähnt, 1224–1236 ein Albero Wolf von Nabeck. In einer Urkunde vom 30. September 1437 ist ein Brief von Herzog Ludwig dem Strengen von 1284 beigefügt, in der dieser dem Ulrich Marschall von Lengfeld die „Zarge“ zu Nabeck verleiht, do ettwen ein vest gewesen ist. 1311 verzichtet sein Sohn Hermann Marschall von Naabeck und seine Hausfrau Kunigund auf ihre Ansprüche auf einen Weingarten in Tegernheim, welchen die Mutter des Hermann zur Begehung eines Jahrestages an das Kloster Obermünster gestiftet hatte. Nach diesem folgen die Paulsdorfer und dann von 1380 bis 1424 die Notthafft von Wernberg auf Naabeck. 1495 wird der edle Georg von Parsberg zu Luppurg und Nabeck, Pfleger von Schwandorf, bei einem Streit mit dem Kloster Ensdorf urkundlich erwähnt. Am 17. April 1490 verkauft dieser das Schloss Naabeck, das sein Vater Christoph von Parsberg von Ludwig und Hans von Paulsdorf zu Kürn erworben hatte, an die Agnes Paulsdorfer, Witwe des Dietrich Haybeck. 1498 wurde Leonhard Huber, Kastner und Mautner zu Kelheim, mit der Hofmark Naabeck belehnt. Er nannte sich nunmehr von Eck. Dessen Sohn und Nachfolger war der Kanzler Leonhard von Eck. 1516 verkauft der Kanzler Naabeck mit allem Zubehör an die Ehrenreichs, die mit einer Unterbrechung das Schloss bis 1580 besaßen.
1544 kauft Pfalzgraf Philipp von Hans Jakob Ermsreicher zu Naabeck das Schloss Naabeck mit den dazugehörigen Lehengütern und ist hier bis 1556 sesshaft. Danach fiel Naabeck wieder an die Ehrenreichs, eine der Töchter heiratete den Schulmeister Mauritius von Wiefelsdorf, der Pfarrer von Lengenfeld. 1580 ging der Besitz an die Freudenberger auf Ruprechtsstein und Neukirchen und 1589 an das Geschlecht derer von Taufkirchen über. 1620 war das Schloss im Besitz von Elsbeth von Taufkirchen, welche hier eine Braugerechtigkeit beantragte und die Brauerei gründete. Nach dem Tod des letzten Taufkircheners auf Naabeck ging der Besitz für die Jahre 1641–1649 auf Herzog Wolfgang über. Nabbeck blieb auch nicht von dem Dreißigjährigen Krieg verschont, 1644 heißt es: Naabeck ist öde. So musste der neue Besitzer Johann Philipp von Spielberg, Oberstwachtmeister und nachmaliger Oberst, Kriegsrat und Kommandant zu Münster, 1649 mit einem völligen Wiederaufbau beginnen. 1651 wurde Naabeck für Spielberg und seine Nachfolger lehensfrei. 1656/57 erstand das neue Schloss. Durch Prozesse wegen der Braugerechtsamkeit wurde Naabeck heruntergewirtschaftet. So verkaufte eine Tochter des Spielberg, die mit einem Herren von Stein vermählt war, das Anwesen. 1714 zog als neuer Besitzer der Umgelter von Burglengenfeld Thomas Joachim Janson von der Stock auf Naabeck ein. Dieser konnte sich aber nicht lange halten und 1716 war das Gut wieder im Besitz der Spielbergs. Die Hofmark übernahm dann die Tochter seines Bruders des Spielbergs, die einen Oberlin, genannt von Spielberg, geheiratet hatte. Die Schlossgeschichte nennt 1728 Josef Franz, 1775 Johann Peter, 1799 Josef Anton von Oberlin genannt von Spielberg, als weitere Schlossbesitzer.
1803 wurde nach einem langen und kostspieligen Rechtsstreit und einem Familienvergleich die heutige Schlossbrauerei von Karl Joseph Graf von Drechsel auf Karlstein und Naabeck erworben und ausgebaut. Nachfolger war sein Sohn August Graf von Drechsel-Deufstetten. Sein Enkel und letzter Nachkomme verkaufte das Schlossgut im Jahr 1892 an den Privatier Hahnemann aus Werda in Sachsen, der den Besitz an Güterhändler weitergab und damit den Besitz „zertrümmerte“. 1894 wurde Christian Friedrich Streng Herr auf Naabeck, der zum Teil die verschleuderten Waldungen wieder zurückkaufte, die Brauerei in Schwung brachte und auch die eiserne Brücke über die Naab bauen ließ. 1919 wurde das Gut von der Familie Rasel erworben, die auch heute noch die Inhaber stellt.

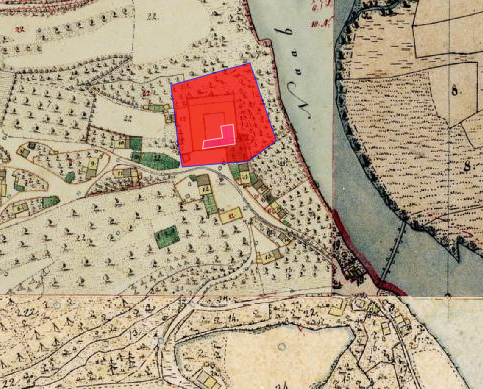
Lageplan von Schloss Naabeck auf dem Urkataster von Bayern

## Schloss Naabeck einst und jetzt
1644 wurde das Schloss im Dreißigjährigen Krieg zerstört und 1656 wieder als Renaissanceschloss aufgebaut. Dieser Stil kommt besonders im Hauptportal des inneren Schlosshofes zur vollen Geltung. Das Hofmarkschloss ist eine Vierflügelanlage, wobei der Hauptflügel Anfang des 17. Jahrhunderts errichtet wurde. Die Hauptfront Schloss Naabeck ist nach Süden und Osten orientiert. Die Westseite des Schlosses mit dem an den Hauptbau anschließenden Flügel zeigt noch heute das Bild des ursprünglichen, mit Wehrgraben und Ringmauern gesicherten Edelsitzes. Heute ist der tiefe und steile Schlossgraben aber bewachsen. An der Südfront, über dessen Portalrisalit ein Türmchen mit Schlossuhr und einem darunter befindlichen Wappen angebracht ist, schließt sich die Schlosskapelle an.